# Паллант (латинская мифология)

Джон Эверетт Милле. Сцена из «Энеиды» Вергилия. Художественный музей Кливленда

Паллант — один из центральных персонажей «Энеиды» Вергилия. Согласно поэме, сын царя Паллантия Эвандра и сабинянки, друг Энея. Убил 8 врагов. Убит Турном.
По другому мифу, Паллант — сын Геракла и Лавинии (дочери Евандра), умер в юности, его именем назван Паллантий.